# سلیمان العبید
سلیمان العبید (۲۴ مارس ۱۹۸۴ - ۶ اوت ۲۰۲۵) یک بازیکن فوتبال اهل فلسطین بود. وی همچنین در تیم ملی فوتبال فلسطین بازی کرده است. لقب او پلهٔ فلسطین بود.

## درگذشت
وزارت بهداشت غزه، «مرگ» او را در ۶ اوت ۲۰۲۵، پس از اصابت گلوله در حالی که منتظر دریافت کمک از بنیاد بشردوستانه غزه در جنوب نوار غزه بود، در جریان جنگ غزه اعلام کرد.

## گل‌های تیم ملی
| #  | تاریخ           | ورزشگاه            | حریف    | گل زده | نتیجه | رقابت                  |
| -- | --------------- | ------------------ | ------- | ------ | ----- | ---------------------- |
| ۱. | ۲۷ سپتامبر ۲۰۱۰ | امان، اردن         | یمن     | ۱-۲    | ۱–۳   | 2010 WAFF Championship |
| ۲. | ۲۲ اوت ۲۰۱۱     | سوراکارتا، اندونزی | اندونزی | ۱-۰    | ۱–۴   | دوستانه                |